# Šiničiro Tani
Šiničiro Tani (japonsko 谷 真一郎), japonski nogometaš, * 13. november 1968.
Za japonsko reprezentanco je odigral eno uradno tekmo.